# Gianfranco Parolini
Gianfranco Parolini, niekiedy jako Frank Kramer (ur. 20 lutego 1925 w Rzymie, zm. 26 kwietnia 2018 tamże) – włoski reżyser, scenarzysta i montażysta, szczególnie kojarzonym z gatunkami filmowymi takimi jak spaghetti western, peplum oraz filmy sensacyjne. 

## Życiorys
Karierę w przemyśle filmowym rozpoczął w latach 50. XX wieku, pracując początkowo jako asystent reżysera i scenarzysta. Jego talent szybko został dostrzeżony, co umożliwiło mu realizację własnych projektów. Zasłynął jako twórca eklektycznego kina gatunkowego, szczególnie popularnych w latach 60. i 70. spaghetti westernów, filmów peplum (nawiązujących do mitologii i historii starożytnej) oraz sensacyjnych produkcji akcji. Zyskał rozgłos jako twórca westernowej serii Sabata, w której wystąpili między innymi Lee Van Cleef i Yul Brynner. Do jego najważniejszych dzieł należą także Se incontri Sartana prega per la tua morte (1968) oraz Tajemnica imperium Inków (Alla ricerca dell'impero sepolto; 1987).
Był znany z charakterystycznego stylu, łączącego elementy akcji, humoru i dramatyzmu. Jego filmy często cechowały się barwnymi postaciami i wartką akcją, co przyciągało widzów zarówno we Włoszech, jak i poza ich granicami. Jego twórczość odzwierciedlała transformacje włoskiego przemysłu filmowego, od kina historycznego po bardziej rozrywkowe i międzynarodowe produkcje. Choć jego produkcje często były krytykowane za brak głębi artystycznej, zdobyły wierne grono fanów.